# Ali Zaoua prince de la rue
 (novembre 2016).
Si vous disposez d'ouvrages ou d'articles de référence ou si vous connaissez des sites web de qualité traitant du thème abordé ici, merci de compléter l'article en donnant les références utiles à sa vérifiabilité et en les liant à la section « Notes et références ».
Pour plus de détails, voir Fiche technique et Distribution.
Ali Zaoua prince de la rue (علي زاوا, Ali Zaoua) est un film marocain réalisé par Nabil Ayouch, sorti en 2001 en France.
C'est l'un des premiers projets cinématographiques de l'acteur Saïd Taghmaoui.

## Synopsis
Ali, Kwita, Omar et Boubker sont des enfants des rues au Maroc. Depuis qu'ils ont quitté Dib (« Le loup ») et sa bande, ils habitent au port. Ali n'a qu'une seule ambition : partir... Il veut devenir navigateur et faire le tour du monde à la recherche de « l'île aux deux soleils ». Mais, dans un affrontement avec la bande de Dib, Ali est tué d'une pierre sur la tête. Ses amis décident alors de l'enterrer comme un prince... Trouver de l'argent, des vêtements convenables, prévenir la famille. Autant de jalons d'un parcours qui va emmener les trois enfants à reconstruire le rêve d'Ali : trouver « l'île aux deux soleils »...

## Fiche technique
- Titre : Ali Zaoua prince de la rue
- Titre original : علي زاوا (Ali Zaoua)
- Réalisation : Nabil Ayouch
- Scénario : Nabil Ayouch, Nathalie Saugeon
- Adaptation arabe : Youssef Fadel
- Montage : Jean-Robert Thomann
- Musique : Krishna Levy
- Décors : Saïd Rais
- Costumes : Nezha Dakil
- Production : Nabil Ayouch, Étienne Comar, Martine Lévy-Lambrechts, Philippe Roux, Moulay Abderahmane Badry
- Sociétés de production : Alexis Films, Ali n’ Productions
Playtime, Fonds Sud Cinéma, Centre national de la cinématographie, Agence de la francophonie, Gimages 3, Canal+, TPS cinéma, TF1 International, Media pour la France, 2M, Centre cinématographique marocain, Centre du cinéma et de l’audiovisuel de la Communauté française de Belgique, Loterie National, DGCI, Ace Digital House pour la Belgique, UNESCO.
- Sociétés de distribution : Océan Films distribution, Cinéart
- Format : couleur - cinémascope
- Pays d'origine :  Maroc
- Langue : arabe marocain (sous-titrée français, néerlandais et anglais)
- Genre : drame
- Durée : 100 minutes
- Date de sortie : 21 mars 2001

## Distribution
- Saïd Taghmaoui : Dib
- Mounïm Kbab : Kwita
- Hicham Moussoune : Boubker
- Mustapha Hansali : Omar
- Abdelhak Zhayra : Ali Zaoua
- Amal Ayouch : Madame Zaoua
- Mohammed Majd : le pêcheur
- Hicham Ibrahimi : le marin
- Nadia Ould Hajjaj : la lycéenne
- Abdelkader Lofti : propriétaire droguerie
- Jalil Essahli : Khalid
- Tourab : Winston - Noureddine
- Lahlil (homme du bar), Karim Merzak (enfant du marabout), Halima Frizi (Aicha la sorcière), Khalid Ghanimi (Shita), Mohamed Ajmil (Barrito), Tarik El Hichou (Chino), Mohamed Ezzanati (Nemss), Jalila Boulhimez (la journaliste), Youssef Semane (enfant martyr), Mohamed Gourari (enfant cuisinier), Noureddine Jori (enfant guetteur), Abdel Ali Abrouk (enfant blessé), Bouchaîb Anouar (enfant mendiant), Mustapha Samit (chauffeur du taxi), Said El Haymer (videur), Chouaïb El Haymer (videur), Ahmed Naim (père de la lycéenne), Meriame Raiss (amie de la lycéenne), Ftah Bouchaib (l’adolescent), Mohamed Ammor (policier), Hakim Behlalia (policier), Dr Najat M’jid (conductrice feu rouge), Mourad Kamil (conducteur feu rouge), Brahim Boukhabrine (client droguerie), Abdelilah Ammor (vigile), Mustapha Nassbi (vigile), Mustapha Walahyane (vigile).

## Récompenses
- prix du meilleur second rôle et grand prix du meilleur film au Festival du film africain de Khouribga 2000
- Prix du film d’art et prix de la meilleure fiction au Festival de Mannheim-Heidelberg 2000
- Prix du jury œcuménique au Festival du film de Montréal 2000
- Bayard d’or du meilleur comédien, prix du Meilleur comédien du Sud de l’ACCT et prix du jury Junior au Festival international du film francophone de Namur 2000
- Grand prix « Cheval de bronze » pour le meilleur film au Festival international du film de Stockholm 2000
- Prix Planet Africa Section au Festival du film de Toronto 2000
- Grand prix, prix du meilleur scénario
- Grand prix, prix UNICEF et prix COE dans la catégorie film d’espoir au Festival panafricain de Ouagadougou Fespaco 2001
- Prix FICC, mention spéciale du jury œcuménique et prix Don Quixote au Festival international du film des enfants et de la jeunesse de Zlin 2001
- Prix du meilleur film, prix du meilleur réalisateur, Prix du meilleur montage et Prix des meilleurs comédiens au Festival International de cinéma d’Alexandrie 2001
- Prix du meilleur film au Festival d'Osnabruck 2001 et au Festival du film méditerranéen de Cologne 2001
- troisième place dans la catégorie du meilleur film au Festival du Film africain de Milan 2001
- Mention spéciale du jury au Festival international du film de Bergen 2001
- Prix Gras-Savoy de la meilleure musique au Festival d’Auxerre 2001
- Prix du meilleur film et prix Fipresci au Festival de Kerala 2001
- Gryphon de bronze au Festival du film de Giffoni 2001
- Prix du jury des jeunes aux journées du cinéma africain de Ferney-Voltaire 2001
- Grand prix de Buster au Festival international du film pour enfants de Buster 2002
- Prix pnterconfessionnel au Festival international du film de Saint-Louis 2002
- Prix du public au Festival international du film d’Amiens 2000, au Festival du film méditerranéen de Bruxelles 2000 et au Festival Black Movie, cinémas des autres mondes à Genève 2002

## Autour du film
Tous les enfants acteurs et figurants du film sont issus des enfants de la rue de Casablanca, avec l'aide de l'association Bayti qui leur vient en aide. Seul Saïd Taghmaoui, qui joue le rôle du chef de bande Dib, est un acteur professionnel. Malgré l'impression de naturel et d'improvisation que donnent les dialogues, ils ont tous été écrits comme l'explique le réalisateur dans sa présentation.

## Citations
- « Au départ, quelques images violentes, gravées à jamais dans mon inconscient. Des enfants accrochés aux pneus des voitures, en plein cœur de la médina de Fès, le visage noir, les yeux embués. J’avais cinq ans. Je n’ai jamais oublié. Bien plus tard, ce fut une rencontre. Forte. Avec une personnalité exceptionnelle, le docteur Najat M’jid de l’organisation Bayti. Depuis plusieurs années, cette femme mène un combat dans la rue contre l’exclusion. Un jour, je lui ai téléphoné en lui demandant si elle accepterait de me recevoir pour me parler des enfants des rues. Ce qu’elle fit bien volontiers », dixit Nabil Ayouch[1].
- « Pas sentimentaliste pour un dirham, le scénario cultive une violence choquante..., traduction d’une réalité crédible. Nabil Ayouch n’enfonce cependant pas le clou aussi radicalement qu’Hector Babenco dans Pixote », dit Christophe Narbonne dans Première[Où ?].
- « En général en restant au ras des trottoirs, en conservant le point de vue des enfants, Ali Zaoua parvient à l’invention poétique, comme par inadvertance », dit Thomas Sotinel dans Le Monde[Où ?].